# 強壯軸孔珊瑚
強壯軸孔珊瑚（学名：Acropora robusta）为軸孔珊瑚科軸孔珊瑚屬下的一个种。